# Tritoni
Tritoni är modeklockor i plast med ursprung från Italien. Tritoniklockan kallades till en början Neapelklocka då invånare och turister i staden Neapel på grund av stöldrisk inte kunde bära dyrare klockor som Rolex men samtidigt ville behålla stilen. Tillverkningen i PC-plast ledde till en lätt och tålig klocka i en klassisk stil som inte var lika stöldbegärlig. Efter att många italienare och turister börjat använda PC-plastklockorna spred det sig som en trend över stora delar av Europa och USA.